# Provincie Mantova
Mantova (Provincia di Mantova) je italská provincie v oblasti Lombardie. Sousedí na severu s provincií Verona, na východě s provincií Rovigo, na jihu s provinciemi Ferrara, Modena, Reggio Emilia a Parma a na západě s provinciemi Cremona a Brescia. Hlavním městem je Mantova.

## Největší města
| Pořadí | Město                      | Populace 2017 | Rozloha (km2) | Nadmořská výška (m n.m.) |
| ------ | -------------------------- | ------------- | ------------- | ------------------------ |
| 1.     | Mantova                    | 49 403        | 774.2         | 19                       |
| 2.     | Castiglione delle Stiviere | 23 704        | 564.1         | 116                      |
| 3.     | Suzzara                    | 21 288        | 354.2         | 20                       |
| 4.     | Viadana                    | 20 151        | 194.1         | 26                       |
| 5.     | Porto Mantovano            | 16 513        | 441.1         | 29                       |
| 6.     | Borgo Virgilio             | 15 014        | 214.5         | 22                       |
| 7.     | Curtatone                  | 14 735        | 218.4         | 26                       |
| 8.     | Castel Goffredo            | 12 798        | 301.8         | 53                       |
| 9.     | San Giorgio Bigarello      | 11 903        | 231           | 42                       |
| 10.    | Goito                      | 10 109        | 127.6         | 33                       |

## Všechny obce
- Acquanegra sul Chiese
- Asola
- Bagnolo San Vito
- Bigarello
- Borgo Mantovano
- Borgo Virgilio
- Borgocarbonara
- Bozzolo
- Canneto sull'Oglio
- Casalmoro
- Casaloldo
- Casalromano
- Castel Goffredo
- Castel d'Ario
- Castelbelforte
- Castellucchio
- Castiglione delle Stiviere
- Cavriana
- Ceresara
- Commessaggio
- Curtatone
- Dosolo
- Gazoldo degli Ippoliti
- Gazzuolo
- Goito
- Gonzaga
- Guidizzolo
- Magnacavallo
- Mantova
- Marcaria
- Mariana Mantovana
- Marmirolo
- Medole
- Moglia
- Monzambano
- Motteggiana
- Ostiglia
- Pegognaga
- Piubega
- Poggio Rusco
- Pomponesco
- Ponti sul Mincio
- Porto Mantovano
- Quingentole
- Quistello
- Redondesco
- Rivarolo Mantovano
- Rodigo
- Roncoferraro
- Roverbella
- Sabbioneta
- San Benedetto Po
- San Giacomo delle Segnate
- San Giorgio di Mantova
- San Giovanni del Dosso
- San Martino dall'Argine
- Schivenoglia
- Sermide e Felonica
- Serravalle a Po
- Solferino
- Sustinente
- Suzzara
- Viadana
- Villimpenta
- Volta Mantovana